# سفارة الولايات المتحدة في إسرائيل
السفارة الأمريكية في القدس هي البعثة الدبلوماسية للولايات المتحدة الأمريكية إلى إسرائيل.

## تاريخ افتتاح السفارة
افتتحت السفارة في القدس بتاريخ 14 مايو 2018، حيث تم نقلها من تل أبيب إلى القدس بعد قرار دونالد ترامب في 6 ديسمبر 2017، تزامن الافتتاح مع ذكرى احتفال إسرائيل بذكرى إعادة توحيد القدس (احتلال القدس الشرقية)، حيث تم تحويل مبنى القنصلية الأمريكية في القدس إلى مبنى السفارة الجديد كما أن العاملون في القسم القنصلي تلقوا إشعارًا مسبقًا مفاده أنه اعتبارًا من منتصف شهر مايو 2018 سيتم تغيير وضعهم إلى موظفين في السفارة. مع الاستمرار في توفير خدمات جوازات السفر والتأشيرات لكل من الإسرائيليين والفلسطينيين معا وهذا الموقع مؤقت، ولم يتحدد بعد مكان السفارة الدائم. جاءت هذه الخطوة بعد 23 سنة من صدور تشريع قانون سفارة القدس.

## نقل سفارة الولايات المتحدة إلى القدس
في 23 أكتوبر 1995، أصدر الكونجرس قانونًا يعترف بالقدس عاصمة لإسرائيل  وقد حدد القانون مهلة حتى 31 مايو 1999 لتنفيذ هذه الخطوة؛ ومع ذلك وتحت ضغط من الرئيس الأمريكي بيل كلينتون تم تقديم فقرة في صياغة القانون تسمح للرئيس بتأجيل تنفيذ القانون كل ستة أشهر في ظروف "الأمن القومي"، حيث لم يتم التوصل بعد إلى اتفاق بشأن وضع المدينة بين إسرائيل والفلسطينيين. وقد أرجأت كل من إدارة كلينتون وبوش وأوباما هذه الخطوة. في يوليو 1999 حاول مجلس الشيوخ تقديم نسخة معدلة من القانون الذي يتطلب نقل السفارة إلى القدس وخصم 100 مليون دولار من ميزانية وزارة الخارجية الأمريكية إذا فشلت في تنفيذ القانون، وفي مارس 2016 وعد المرشح الجمهوري دونالد ترامب خلال حملة الانتخابات الرئاسية الأمريكية في خطاب استقبل بحفاوة خلال مؤتمر «إيباك» السنوي إنه سينقل السفارة الأميركية من تل أبيب إلى القدس في حال أصبح رئيساً. وقد كرّر ترامب هذا البيان عدة مرات.
في ديسمبر 2016 بدأ فريق من الولايات المتحدة بإجراء اختبارات ميدانية مع ممثلين من وزارة الخارجية ووزارة استيعاب المهاجرين الإسرائيلية حول نقل السفارة إلى فندق "دبلومات" الذي تم اختياره ليكون مقرا للسفارة الأمريكية في القدس، يقع الفندق جنوب شرق القدس وتعمل فيه دائرة الهجرة والاستيعاب الإسرائيلية ويقيم في الفندق دبلوماسيون مهاجرون من كبار السن، معظمهم من الاتحاد السوفيتي السابق، ولا يزال يُقيم فيها حوالي 500 مهاجر متقاعد؛ ولا يمكن إخلائه إلى بعد عام 2020.
قال جون كيرى: «إذا ما قرر [ترامب] فجأة، وأعلن عن أن القدس ستكون موقع سفارتنا، فإن الولايات المتحدة ستتأثر في حال قبولها بهذه الخطوة التي سيكون لها أيضا تأثير على الأردن ومصر، ما يضعف قدرتها على العمل مع إسرائيل كما هو الحال اليوم» وأضاف «سيكتشف [دونالد ترامب] بسرعة أن هذا سيُفجر الوضع.»
في 14 يناير 2017 قال الرئيس الفلسطيني محمود عباس إنّه إذا مضى الرئيس الأميركي المنتخب دونالد ترامب في خططه لنقل السفارة الأميركية في إسرائيل إلى القدس، فإنّ ذلك سيضر بعملية السلام.
في 18 أبريل 2018 قال الناطق الرسمي باسم الحكومة الأردنية محمد المومني «إن قرار نقل السفارة هو قرار باطل ومنعدم الأثر القانوني ويضرّ بعملية السلام ولا يخدم سوى القوى المتطرفة» لافتاً إلى أن «استمرار غياب الحل العادل للقضية الفلسطينية يسبّب الإحباط واليأس ويغذّي التطرف في المنطقة.»
في 6 ديسمبر 2017 ألقى الرئيس الأمريكي دونالد ترامب خطاب القدس الذي أعلن فيه أن الولايات المتحدة تعترف بالقدس عاصمة لدولة إسرائيل وأنه أصدر تعليمات إلى موظفي وزارة الخارجية لبدء الاستعدادات لنقل السفارة الأمريكية في إسرائيل من تل أبيب إلى القدس. في فبراير 2018 أعلنت وزارة الخارجية الإسرائيلية أن السفير سوف ينتقل إلى مجمع القنصلية في القدس يوم 14 مايو 2018، تكريما للذكرى السبعين لاستقلال إسرائيل.

## قائمة من الحاضرين حفل السفارة
في 14 مايو 2018 انتقلت السفارة من تل أبيب إلى حي أرنونا في القدس، وتحديدا في المبنى الذي كان بمثابة القنصلية الأمريكية في المدينة. وأقيم احتفال نقل السفارة الذي حضره حوالي 250 ضيفًا من الولايات المتحدة وضيوفًا آخرين من جميع أنحاء العالم. وحضر ممثلون عن بعض دول العالم وهي ألبانيا، أنغولا، النمسا، الكاميرون، الكونغو، الكونغو الديمقراطية، ساحل العاج، جمهورية التشيك، الدومنيكان، السلفادور، إثيوبيا، جورجيا، غواتيمالا، هندوراس، المجر، كينيا، مقدونيا، بورما، نيجيريا، بنما، بيرو، الفلبين، رومانيا، رواندا، صربيا، جنوب السودان، تايلاند، أكورانيا، فيتنام، براجواي، تنزانيا، وزامبيا.
حضر الاحتفال ابنة الرئيس الأمريكي إيفانكا ترامب وزوجها جاريد كوشنر ووزير الخزانة الأمريكي ستيفن منوشين ونائب وزير الخارجية جون سوليفان. قام ديفيد فريدمان بدعوة القس الإنجيلي روبرت جيفريس، لتأدية صلاة الافتتاح في الحفل،، أما «جون هاجي» أحد أشهر الواعظين في أميركا، فأعطى الحفل «البركة الختامية» وكان من الحاضرين أيضاً في الصفوف الأولى الملياردير الجمهوري شيلدون أديلسون وزوجته ميريام.

## ردود الفعل الدولية

### الجامعة العربية
قال الأمين العام للجامعة العربية أحمد أبو الغيط إن افتتاح السفارة الأميركية في القدس «خطوة بالغة الخطورة»، معتبراً أن الإدارة الأميركية لا تدرك «أبعادها الحقيقية.»

### فلسطين
خرجت مظاهرات تزامناً مع حفل افتتاح السفارة الأمريكية في إسرائيل وأعلنت وزارة الصحة الفلسطينية مقتل 62 شخصا بينهم أطفال وإصابة أكثر من 3000 آخرين برصاص الجيش الإسرائيل في مواجهات شرقي قطاع غزة.

### مصر
أعلنت وزارة الخارجية المصرية دعم مصر الكامل للحقوق المشروعة للشعب الفلسطيني، وعلى رأسها الحق في إنشاء دولته المستقلة وعاصمتها القدس الشرقية.

## سفراء الولايات المتحدة في إسرائيل
قائمة سفراء الولايات المتحدة في إسرائيل منذ عام 2000 حتى 2018
| السفير            | تاريخ التعيين  | تاريخ استلامه لأوراق إعتماده | نهاية فترة توليه السفارة |
| ----------------- | -------------- | ---------------------------- | ------------------------ |
| مارتين إنديك      | 16 نوفمبر 1999 | 25 يناير 2000                | 13 يوليو 2001            |
| دانيال كيرتزر     | 12 يوليو 2001  | 18 يوليو 2001                | 17 يوليو 2005            |
| ريتشارد هنري جونز | 2 أغسطس 2005   | 26 سبتمبر 2005               | 27 أبريل 2008            |
| جيمس كانينغهام    | 30 يونيو 2008  | 17 سبتمبر 2008               | 21 مايو 2011             |
| دانيال بي شابيرو  | 8 يوليو 2011   | 3 أغسطس 2011                 | 20 يناير 2017            |
| ديفيد إم فريدمان  | 15 ديسمبر 2016 | 29 مارس 2017                 |                          |